# Encarsia plaumanni
Encarsia plaumanni är en stekelart som beskrevs av Gennaro Viggiani 1987. Encarsia plaumanni ingår i släktet Encarsia och familjen växtlussteklar. Inga underarter finns listade i Catalogue of Life.